# Штудер, Йюрг
Йюрг Шту́дер (нем. Jürg Studer; 8 сентября 1966, Рюттенен) — швейцарский футболист, защитник. Провёл 6 матчей за сборную Швейцарии.

## Карьера
Штудер начал свою карьеру в клубе «Золотурн». В 1984 году дебютировал в лиге Б. В этом клубе он играл в течение двух сезонов, а в 1986 году перешёл в  «Цюрих», где был игроком стартового состава и провёл три полных сезона. В сезоне 1989/90 играл за команду «Аарау», которой помог сохранить прописку в высшей лиге. Позже перешёл в «Лозанну». Был одним из лучших футболистов в её составе, играл в клубе три года. В 1993 году Йюрг вернулся в «Цюрих», на этот раз на четыре сезона. В 1997 году переехал в столицу, в клуб «Янг Бойз», а в 1999 году снова стал игроком «Золотурна». В 2001 году в 35 лет Штудер завершил спортивную карьеру.

## Карьера в сборной
Дебютировал в национальной сборной 28 апреля 1992 года в проигранном со счётом 0:2 матче со сборной Болгарии. В 1994 году Рой Ходжсон включил его в окончательный состав команды на чемпионате мира 1994 в США.